# Curcuma vitellina
Curcuma vitellina là một loài thực vật có hoa trong họ Gừng. Loài này được Jana Leong-Škorničková và Trần Hữu Đăng mô tả khoa học đầu tiên năm 2010. Mẫu định danh: Trần et al. 70, thu thập ở cao độ 787 m ngày 23 tháng 6 năm 2008, ở tọa độ 11°41′7″B 108°16′6,1″Đ / 11,68528°B 108,26667°Đ trên thác Pongour, tỉnh Lâm Đồng, Việt Nam.

## Từ nguyên
Tính từ định danh vitellinus (giống cái: vitellina, giống trung: vitellinum) là tiếng Latinh Trung cổ - có nghĩa là lòng đỏ trứng hay màu vàng sẫm, có nguồn gốc từ vitellus nghĩa là lòng đỏ trứng. Ở đây là để nói tới hoa màu vàng sẫm của loài này.

## Phân bố
Loài này có ở Việt Nam (các tỉnh Bình Thuận, Đắk Lắk, Khánh Hòa, Lâm Đồng). Môi trường sống là ven rừng thưa lá sớm rụng, ở cao độ 600–900 m.

## Mô tả
Thân rễ hình trứng, ~2,5-5 × 1,5–3 cm, với các nhánh hình mác đến hình mác hẹp tỏa ra vuông góc, 3-8 × 1-1,5 cm, vỏ nâu, ruột vàng nhạt, hơi thơm, củ rễ hình elip, dài 2–4 cm, vỏ nâu nhạt, ruột trắng kem, cách thân rễ 5–15 cm. Thân giả cao tới 15 cm, xanh lục, gồm các bẹ lá và được bao trong 2 lá bắc bao, lưỡi bẹ tới 5 mm, 2 thùy, như thủy tinh, màu trắng ánh lục, trong mờ, chuyển dần thành dạng giấy, có lông dài ~0,3 mm ở đỉnh; chồi lá cao tới 70 cm, với 5-6 lá khi nở hoa; cuống lá 5–20 cm, xanh lục, nhẵn nhụi; phiến lá hình elip tới hình elip-hình trứng, 20-45 × 8–15 cm, nhẵn nhụi cả hai mặt, uốn nếp rõ nét, mặt gần trục màu lục tươi, bóng, mặt xa trục màu lục nhạt hơn, bóng; gân giữa nhẵn nhụi, xanh lục; đáy thuôn tròn, mép như thủy tinh, màu trắng, trong mờ, rộng ~0,5 mm, nhẵn nhụi; đỉnh nhọn, có lông ngắn. Cụm hoa trung tâm, nhiều hoa. Cuống cụm hoa dài 4–20 cm, đường kính tới 1 cm, màu trắng ánh lục, có lông tơ, ẩn trong thân giả. Cành hoa bông thóc dài 8–15 cm, đường kính ~4–5 cm ở đoạn giữa, không mào. Lá bắc sinh sản 15-60, lớn hơn ở gốc cành hoa, ~3,5-4,5 × 2,5-3,5 cm, hình trứng tới hình bay, nhỏ hơn và hình trứng tại đỉnh, màu trắng kem hoặc ánh lục nhạt, đôi khi thấp thoáng với ánh hồng, cả hai mặt có lông tơ ngắn, hợp sinh 1/3-1/4 ở phần dưới. Xim hoa bọ cạp xoắn ốc với 4-6 hoa tại gốc cụm hoa, 2-3 hoa tại đỉnh. Lá bắc con 1 mỗi hoa, hình trứng-hình thuyền, ~7-15 × 4–7 mm, như thủy tinh, màu trắng, trong mờ, nhẵn nhụi, trừ đỉnh, phần trên và mép thưa lông. Hoa 5-5,5 cm, thò ra từ lá bắc. Đài hoa dài ~17 mm, 3 răng, chẻ một bên ~7 mm, màu trắng, trong mờ, thưa lông trên 3 gân chính dẫn từ răng tới đáy. Ống hoa dài ~3 cm, hình trụ hẹp tại đáy cho tới ~2 cm trên bầu nhụy, hình phễu tại đỉnh, bên ngoài màu trắng chuyển thành ánh vàng nhạt tại đỉnh, với lông tuyến, bên trong màu trắng với rãnh ở lưng giữ vòi nhụy; thùy tràng lưng ~20 × 11 mm, hình trứng tam giác, lõm, nhẵn nhụi, màu trắng kem với đỉnh màu ánh vàng nhạt, đỉnh có mấu nhọn, dài dưới 1 mm với ít lông ngắn; thùy tràng bên ~18 × 9 mm, tam giác với đỉnh thuôn tròn, hơi lõm, màu trắng kem với đỉnh màu ánh vàng nhạt, nhẵn nhụi. Nhị lép bên hình trứng ngược, ~18 × 11 mm, màu vàng nhạt tại đáy, màu vàng cam về phía đỉnh, lông tuyến có tại phần giữa gồ lên đối diện với phần tâm của hoa. Cánh môi ~21 × 20 mm, 3 thùy khó thấy, thùy bên gập nếp về phía trên, thùy giữa có khía răng cưa với vết khía dài tới 8 mm, chẻ tại đỉnh của thùy khi quá trình nở hoa tiến triển, màu trắng kem tại gốc, màu vàng tại đỉnh với dải giữa màu vàng cam sẫm chạy dọc qua trung tâm. Chỉ nhị dài 4–6 mm, màu ánh vàng nhạt, rộng 4,5 mm tại đáy, 2 mm tại đỉnh, với lông tuyến ở lưng. Bao phấn có cựa, mô liên kết rậm lông tuyến ngắn, cựa bao phấn dài ~0,5 mm, hình chỉ, màu trắng kem, có mào bao phấn, 1-1,5 × ~2 mm, màu vàng sẫm, mô vỏ bao phấn dài 5 mm, màu trắng, nứt dọc theo toàn bộ chiều dài. Vòi nhụy màu trắng, nhẵn nhụi; đầu nhụy rộng ~1 mm, màu trắng, lỗ nhỏ hướng lên trên, có lông rung. Tuyến trên bầu 2, màu kem, 4 × 0,8 mm, đỉnh tù. Bầu nhụy 3 × 2 mm, 3 ngăn, có lông dài ~0,2 mm. Không thấy quả. Ra hoa tháng 6-8.
C. vitellina là tương tự C. pierreana ở chỗ cụm hoa bao gồm các lá bắc hoa màu kem hay ánh lục, uốn ngược tại đỉnh và không có mào khác biệt (cụm hoa của C. vitellina to mập và nhiều lá bắc hơn). Cả hai đều có bao phấn với mào khá phát triển và 2 cựa hình chỉ tại gốc, nhưng hình dạng tổng thể của bao phấn là khác biệt. Chúng khác nhau về thân rễ, với các nhánh của nó là hình mác hẹp và cụm theo chiều dọc ở C. vitellina, nhưng bò lan theo chiều ngang ở C. pierreana. Phiến lá của C. vitellina mỏng, uốn nếp rõ nét, nhẵn nhụi cả hai mặt, đáy thuôn tròn, trong khi ở C. pierreana thì phiến lá như da, rậm lông ngắn ở mặt xa trục, gân ít rõ nét hơn, đáy hình nêm hoặc thon nhỏ. Hoa ở C. vitellina màu vàng đến vàng-da cam trong khi ở C. pierreana màu trắng với dải màu vàng ở cánh môi và chóp màu nâu dẻ sẫm ở cánh môi và nhị lép bên.